# Chaetophiloscia kinzelbachi
Chaetophiloscia kinzelbachi là một loài chân đều trong họ Philosciidae. Loài này được Schmalfuss miêu tả khoa học năm 1986.